# Полевой, Рутений Михайлович
Рутений Михайлович Полевой — российский физик, лауреат Сталинской премии (1953). Кандидат физико-математических наук (1960).

## Биография
Родился 20 апреля 1929 года, окончил физфак МГУ, на кафедре ядерной физики (1952).
С 1947 по 2003 год работал в Лаборатории № 2 АН СССР (ИАЭ, «Курчатовский центр»): студент-практикант (1947—1952), инженер, младший научный сотрудник, старший научный сотрудник, в 1983—1996 гг. начальник Головной лаборатории элементного анализа Отделения общей и ядерной физики Института общей и ядерной физики, с 1996 г. ведущий научный сотрудник Института общей и ядерной физики, последняя должность — консультант по радиоэкологии.
Сталинская премия 1953 года — за работы по созданий аппаратуры для испытания изделий РДС-6с, РДС-4, РДС-5 и измерения на полигоне № 2.
В 1975 году участвовал в морской научной экспедиции ИАЭ им. И. В. Курчатова в Средиземное море и Атлантику для исследования радиоактивной следности атомных подводных лодок США.
Участник ликвидации последствий аварии на Чернобыльской АЭС (научный консультант при Правительственной комиссии, разработчик программ по снижению радиоактивной заражённости).

## Награды и ордена
- Орден «Знак Почёта»,
- Орден Мужества[6] (26.05.1997),
- «За трудовую доблесть»,
- «В память 850-летия Москвы»,
- «Ветеран атомной энергетики и промышленности»,
- «Ветеран труда».

## Сочинения
- О поправках на поглощение в подложке 4π-счетчика // Атомная энергия. Том 9, вып. 2. — 1960. — С. 140—141.
- Патин, С.А., Полевой, Р.М., Коннов, В.А. Стронций-90 в водах Тихого океана. Сообщение 3: вертикальное распределение в центральной области .В книге Исследования радиоактивной загрязненности вод Мирового океана [Текст] : сборник научных трудов / АН СССР ; отв. ред. Н. И. Попов. - М. : Наука, 1966. - 108 с. : ил - С .5-15
- Полевой Р. М., Терентьев А. Р. Возможности метода рентгенофлуоресцентного анализа содержания элементов с помощью ис точника синхротронного излучения//Вопр. атом, науки и техники. Сер. Ядср.-физ. исслед.: теория и эксперимент. — Вып. 3.